# Unleashed (Wolfstone)
Unleashed è l'album di debutto del gruppo musicale folk scozzese Wolfstone.

## Tracce
1. "Cleveland Park" - 4:16
  - Cleveland Park
  - The Banks of the Allan
  - Kenny Gillies of Portnalong, Skye
2. "Song for Yesterday" - 5:25
3. "The Silver Spear" - 3:54
  - Paddy Fehey's
  - The Silver Spear
4. "Sleepy Toon" - 3:52
5. "Hector the Hero" - 5:08
6. "The Howl" - 7:31
  - The Louis Reel
  - Morrison's Jig
  - The Shoe Polisher's Jig
7. "Here Is Where the Heart Is" - 5:14
  - Lily the Pict
  - Here Is Where the Heart Is
8. "Hard Heart" - 5:44
9. "Erin" - 5:45
  - The Coast of Austria
  - Toss the Feathers
  - Farewell to Erin
  - Captain Lachlan MacPhail of Tiree